# Khí quyển Sao Hỏa
|                 |          |
| Cacbon dioxide  | 95,32%   |
| Nitơ            | 2,7%     |
| Agon            | 1,6%     |
| Oxy             | 0,13%    |
| Carbon monoxide | 0,07%    |
| Hơi nước        | 0,03%    |
| Mônoxide nitơ   | 0,013%   |
| Neon            | 2,5 ppm  |
| Krypton         | 300 ppb  |
| Fomanđêhít      | 130 ppb  |
| Xenon           | 80 ppb   |
| Ôzôn            | 30 ppb   |
| Mêtan           | 10,5 ppb |

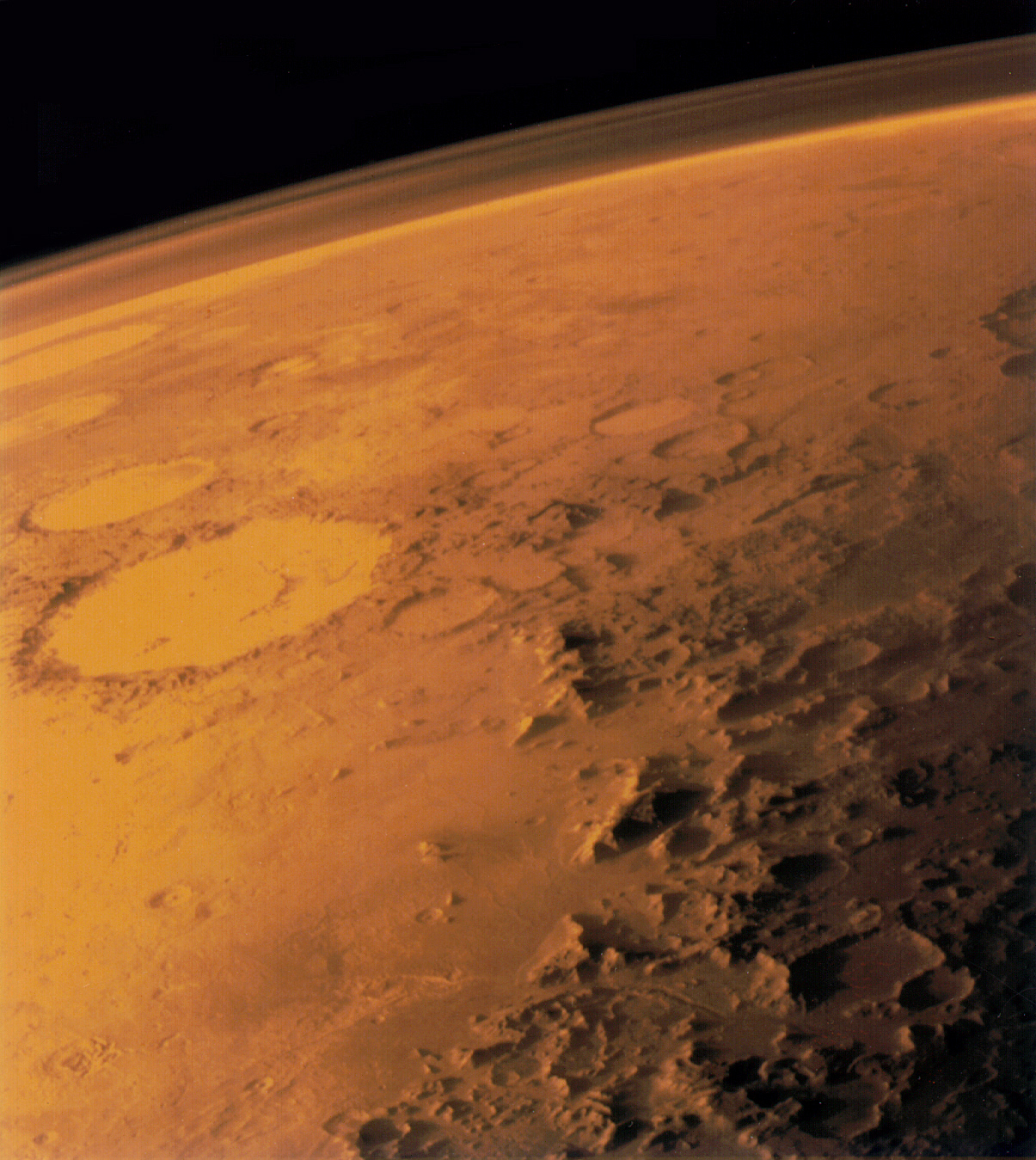
Khí quyển Sao Hỏa chụp nghiêng (có sử dụng kính lọc đỏ) bởi vệ tinh Viking cho thấy các lớp bụi lơ lửng cao đến 50 km

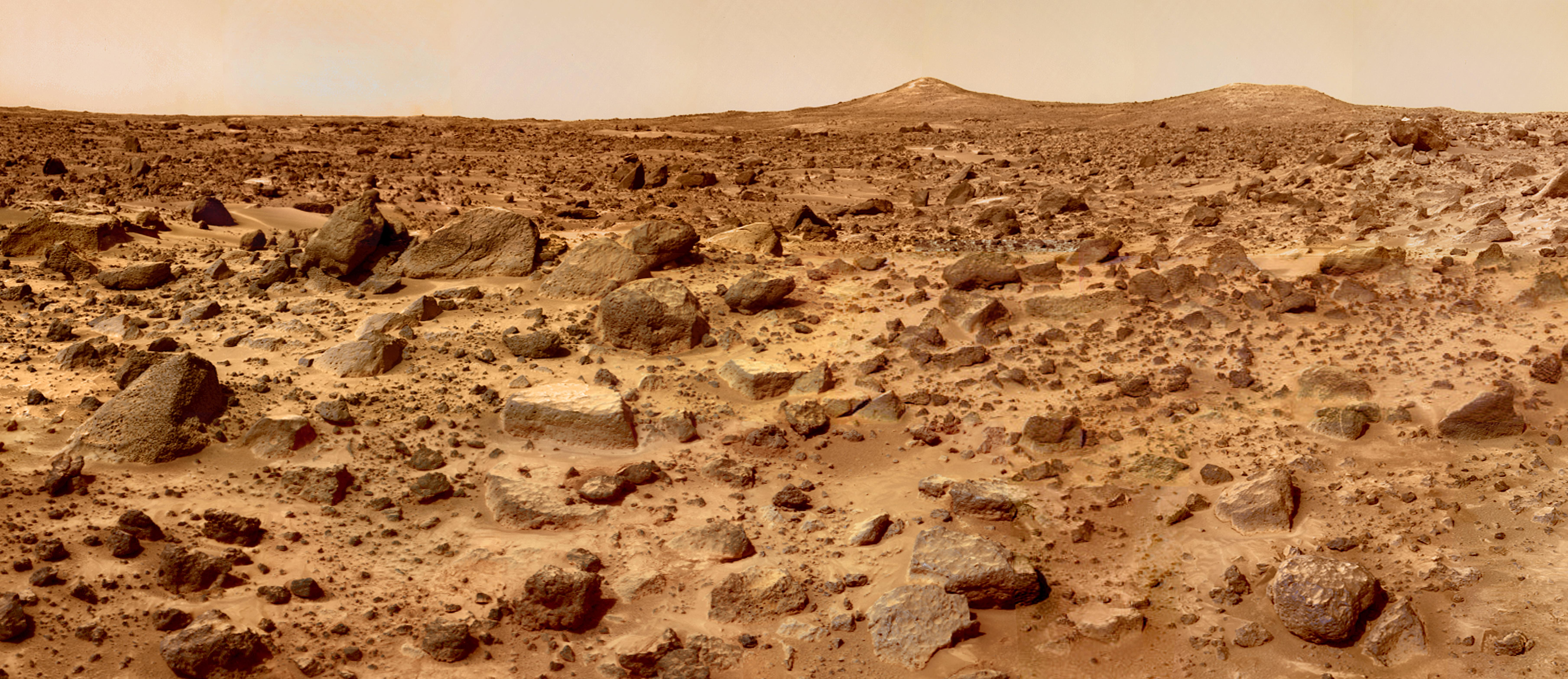
Sao Hỏa lộ ra như một sa mạc khổng lồ nhất của hệ Mặt Trời.

Khí quyển Sao Hỏa là lớp các chất khí hay các hạt chất rắn và chất lỏng nhỏ bay lơ lửng quanh hành tinh Sao Hỏa và được giữ lại bởi lực hấp dẫn của Sao Hỏa. Từ những quan sát đầu tiên cho đến nay, khí quyển Sao Hỏa luôn lộ ra như một thế giới vừa khác lạ và vừa quen thuộc.

## Lịch sử khám phá
Người đầu tiên chỉ ra các bằng chứng khoa học về sự hiện diện của một khí quyển trên Sao Hỏa là William Herschel bằng quan sát về các dấu hiệu của mây và khói qua kính viễn vọng năm 1783. Bốn năm sau đó, Johann Schröter cũng có những kết luận tương tự bằng quan sát của ông .
Tuy nhiên năm 1830, Beer và Mädler, sau khi xây dựng được một kính viễn vọng tốt hơn, đã cho những quan sát phủ định: "Giả thuyết về các chấm trông giống mây trên Sao Hỏa là vô căn cứ." Dù vậy, ý tưởng về một bầu khí quyển nhiều hơi nước trên Sao Hỏa vẫn được nhiều người ủng hộ, như vào năm 1870, Richard Procter thậm chí còn cho rằng Sao Hỏa có biển cả và sự sống.
Thực tế là những năm cuối thế kỷ 19, các quan sát qua kính thiên văn đã gặp phải khó khăn trong việc phân tích các chi tiết trên bề mặt Sao Hỏa. Các vùng sáng và tối trên bề mặt đã được cho là các lục địa và đại dương. Sao Hỏa đã được tin là có lớp khí quyển dày. Các nhà thiên văn hồi đó đã biết chu kỳ tự quay quanh trục của Sao Hỏa (và do đó độ dài của một ngày trên Sao Hỏa) gần bằng so với Trái Đất; và họ cũng đã biết Sao Hỏa có trục nghiêng so với mặt phẳng quỹ đạo quanh Mặt Trời, do vậy cũng có các mùa. Người ta cũng đã quan sát thấy các lớp băng trên 2 cực của Sao Hỏa co lại và nở rộng ra theo từng mùa. Sự thay đổi này đã được cho là sự phát triển theo mùa của các loài thực vật. Từ đài thiên văn Lowell, Percival Lowell đã còn quan sát thấy cả các "kênh đào Sao Hỏa". Ông đã đưa ra giả thuyết về một hệ thống tưới tiêu nước của một nền văn minh trên Sao Hỏa.
Giả thuyết về kênh đào Sao Hỏa và hơi nước trên Sao Hỏa gây ra một cuộc tranh cãi vào đầu thế kỷ 20. Năm 1909, Campbell  công nhận việc không thấy dấu hiệu của hơi nước, ngược lại với những gì Vesto Slipher và Frank Very khẳng định. Vào đầu thế kỷ 20, người ta đã dần nhận ra rằng Sao Hỏa rất khô và có áp suất khí quyển rất thấp. Năm 1908 Lowell, dựa vào đo đạc hệ số phản xạ, ước lượng áp suất bề mặt khoảng 87 millibar (0,087 áp suất khí quyển Trái Đất), một kết quả phù hợp với các quan sát của Vaucouleurs sau đó.
Với các quan sát quang phổ, chi tiết về thành phần khí quyển Sao Hỏa dần được sáng tỏ bắt đầu từ thập kỷ 1930. Walter Adams và Theodore Dunham vào những năm này không tìm thấy dấu hiệu của hơi nước và oxy trong quang phổ Sao Hỏa. Nhà thiên văn Gerard Kuiper là người đầu tiên khẳng định sự hiện diện của thán khí vào khoảng năm 1947, 1948. Nitơ đã được biết là thành phần chính của khí quyển Trái Đất cuối thế kỷ 19 , nên vào đầu thập kỷ 1950, người ta cũng đưa ra giả thuyết rằng khí quyển Sao Hỏa chứa nhiều nitơ và thán khí chỉ là thành phần nhỏ . Giả thuyết này tính đến việc nitơ là chất khó phát hiện bởi quan sát quang phổ từ Trái Đất để giải thích các kết quả âm tính về chất khí này.
Tuy nhiên, phải đợi đến kỷ nguyên của du hành vũ trụ, thì bầu khí quyển Sao Hỏa mới thực sự được nghiên cứu chi tiết. Bức ảnh chụp cận cảnh đầu tiên cho thấy các hố lồi lõm do va chạm với thiên thạch để lại trên bề mặt giống như hoang mạc, đã được gửi về bởi tàu thám hiểm Mariner 4 năm 1965. Sao Hỏa lộ ra như một sa mạc khổng lồ nhất của hệ Mặt Trời với một bầu khí quyển đặc trưng bởi các đám bụi oxide sắt màu hồng trôi lơ lửng. Tiếp đó tín hiệu phân tích quang phổ và chụp ảnh của tàu Mariner 9 cho thấy các lớp bụi dày và sương mù băng khô cùng sự tồn tại của các đám mây ti chứa nước đá trên Sao Hỏa. Hai tàu đổ bộ Viking 1 và Viking 2 đã gửi một lượng dữ liệu khổng lồ từ năm 1976 đến năm 1982, cho thấy nhiều chi tiết về một cấu trúc khí quyển có cả tầng đối lưu và tầng bình lưu gồm chủ yếu là thán khí với các lớp mây nước đá và đá thán khí nằm ở ranh giới các tầng này. Trong vòng một thập kỷ trở lại đây, một loạt các cuộc thám hiểm với sự hợp tác quốc tế rộng lớn chưa từng thấy đã tìm đến mục tiêu Sao Hỏa. Hiện nay, các dữ liệu về Sao Hỏa và bầu khí quyển của nó đang trở về Trái Đất với một tốc độ bùng nổ, bao gồm một số khám phá như dấu hiệu khá rõ về sự tồn tại của nước lỏng trong quá khứ cũng như bể chứa nước đá ngầm hiện tại của Sao Hỏa, sự có mặt của khí mêthan (CH4) trong các vùng khí quyển địa phương ...

## Hiểu biết hiện đại về khí quyển Sao Hỏa

### Khí quyển Sao Hỏa ngày nay
Ngày nay Sao Hỏa có một bầu khí quyển với khí hậu sa mạc. Vào ban ngày, lớp bụi lơ lửng trong khí quyển tạo nên bầu trời màu hồng. Lúc hoàng hôn và bình minh, bầu trời trở nên có màu xanh lam.

#### Các số liệu cơ bản

##### Thành phần
Khí quyển Sao Hoả được tạo thành chủ yếu (95,32% thể tích) bởi khí các-bo-níc (CO2). Nó rất mỏng, với khối lượng tổng cộng là 2,5 × 1016 kilôgam, thấp hơn 1% khối lượng khí quyển Trái Đất (do đó áp suất cũng thấp hơn 1% áp suất khí quyển Trái Đất). Nhiều nhà khoa học cho rằng trong quá khứ, từng tồn tại bầu khí quyển dày hơn nhiều và nước từng chảy thành sông đổ ra biển trên Sao Hỏa. Ngày nay chỉ còn lại một lượng rất ít (210 ppm) hơi nước được thấy trong tầng khí quyển thấp của Sao Hỏa, thỉnh thoảng tụ lại thành những dải mây nước đá hoặc, trong vài trường hợp hiếm, các cơn sương mù nước đá. Cũng được tìm thấy với lượng nhỏ trong khí quyển Sao Hỏa là nitơ (2,7%), oxy (0.13%), CO (0.08%), và các khí hiếm như neon (2,5 ppm), argon (1,6%), krypton (0.3ppm) và xenon (0,08ppm).
| Chất khí | Tỷ lệ thể tích | So với Trái Đất                                                                 |
| -------- | -------------- | ------------------------------------------------------------------------------- |
| CO2      | 95,32%         | 90 lần so với khí quyển Trái Đất, 0,001 lần so với dự trữ trong đất đá Trái Đất |
| N2       | 2,7%           | 1,1×10−8 lần                                                                    |
| Ar       | 1,6%           | 5,7×10−3 lần                                                                    |
| O2       | 0,13%          | 2,1×10−5 lần                                                                    |
| CO       | 0,08%          |                                                                                 |
| H2O      | 210ppm         |                                                                                 |
| NO       | 100ppm         |                                                                                 |
| Ne       | 2,5ppm         |                                                                                 |
| HDO      | 0,86ppm        |                                                                                 |
| Kr       | 0,3ppm         |                                                                                 |
| Xe       | 80 ppb         |                                                                                 |
| O3       | 30ppb          |                                                                                 |
| CH4      | 10ppb          |                                                                                 |

##### Áp suất
Áp suất khí quyển bề mặt Sao Hỏa trung bình là khoảng 6 milibar ở "mực nước biển". Áp suất này thay đổi rất lớn theo mùa, dao động trong khoảng 4 đến 8,7 milibar, do khí các-bo-níc bị ngưng tụ thành tuyết rơi xuống các cực vào mùa đông. Viking 1 và Viking 2 đã đo được thay đổi áp suất theo mùa khoảng 26%. Lượng thay đổi này tương đương với lượng tuyết các-bo-níc dày vài mét rơi xuống các cực.
Áp suất khí quyển Sao Hỏa giảm theo hàm mũ (phân bố Boltzmann) theo độ cao. Cứ lên cao thêm 7,7 km, áp suất lại giảm một nửa (tỷ lệ cao khoảng 11,1 km). Do vậy, áp suất thay đổi mạnh theo độ cao thấp của bề mặt Sao Hỏa, nơi cao nhất là đỉnh núi Olympus Mons, cao +27 km (so với "mực nước biển" của Sao Hỏa) có áp suất 0,5 milibar, bằng 1/17 nơi thấp nhất là lòng chảo Hellas, sâu -4 km, có áp suất 8,4 milibar.

##### Nhiệt độ bề mặt
Nhiệt độ trung bình bề mặt là 200K, nhưng nhiệt độ này thay đổi rất mạnh giữa ban ngày và ban đêm, dao động lên tới khoảng 50K, do khí quyển Sao Hỏa quá mỏng không giữ được nhiệt. Nhiệt độ cũng thay đổi giữa các mùa. Nhiệt độ này giảm dần theo độ cao ở gần bề mặt, giảm khoảng 1,5K khi lên cao mỗi kilômét.

##### Gió, bụi và mây

Ảnh chụp qua kính thiên văn Hubble so sánh Sao Hỏa một ngày "đẹp trời" và một ngày bão bụi bao phủ toàn cầu.

Mặc dù khí quyển Sao Hỏa mỏng, gió luôn thổi khá mạnh trên Sao Hỏa, đủ sức cuốn tung lớp bụi rất mịn trên bề mặt Sao Hỏa. Tốc độ gió nhẹ khoảng 2 đến 7 m/s vào mùa hè, trung bình khoảng 5 đến 10 m/s vào mùa thu, và mạnh khoảng 17 đến 30 m/s, vào những mùa bão bụi.
Được gió cuốn từ mặt đất lên, các lớp bụi luôn trôi nổi trong khí quyển Sao Hỏa. Chúng có màu vàng và đỏ, do chứa nhiều oxide sắt (giống đất đỏ trên Trái Đất). Chúng tạo nên bầu trời màu đỏ của Sao Hỏa vào ban ngày. Chúng là thành phần chủ yếu giúp giữ ấm khí quyển Sao Hỏa, giảm chênh lệch nhiệt độ ngày và đêm . Thỉnh thoảng gió lốc xoáy mạnh thổi bùng lên các đợt bão bụi che phủ toàn Sao Hỏa. Sự xuất hiện đột ngột này thay đổi hoàn toàn khí hậu Sao Hỏa trong vài tuần, rồi tan đi nhanh chóng. Bụi của Sao Hỏa cũng gây ra hiện tượng vào lúc hoàng hôn và bình minh, bầu trời của Sao Hỏa lại trở nên màu xanh lam, ngược lại với Trái Đất (bầu trời xanh lam ban ngày và đỏ lúc hoàng hôn và bình minh). Điều này là do hàm tán xạ của bụi Sao Hỏa tỏa ra đều mọi hướng với bước sóng ánh sáng đỏ, nhưng là tập trung về phía trước với bước sóng ánh sáng xanh lam. Khi Mặt Trời ở gần đường chân trời, ánh sáng tới mặt đất đi qua lớp khí quyển dày theo hướng thẳng về phía trước, với các ánh sáng đỏ bị tán xạ ra hướng khác trên đường đi, còn ánh sáng xanh lam rọi thẳng xuống đất. Khi Mặt Trời khuất dưới đường chân trời, sự xuất hiện của các đám mây trên cao có thể phản chiếu ánh sáng xanh lam xuống đất.

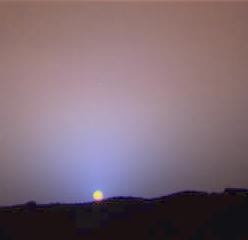
Bầu trời xanh lam lúc hoàng hôn.

Mây trên Sao Hỏa là do hơi nước và khí các-bo-níc thường xuyên ngưng đọng thành các hạt đá nhỏ li ti, trôi lơ lửng. Chúng tạo nên các dải mây trắng, thỉnh thoảng có ánh vàng do lẫn bụi vào. Các dải mây ti nước đá thường ở độ cao chừng 16 km, trong khi mây thán khí đá nằm ở độ cao từ 40 đến 100 km. Việc ngưng tụ của hơi nước thành mây cho thấy sự bão hòa hơi nước tại các vùng khí quyển địa phương của Sao Hỏa và có thể là dấu hiệu quan trọng trong nghiên cứu chu trình biến đổi hơi nước cũng như khí tượng của khí quyển Sao Hỏa .

#### Cấu trúc các tầng khí quyển

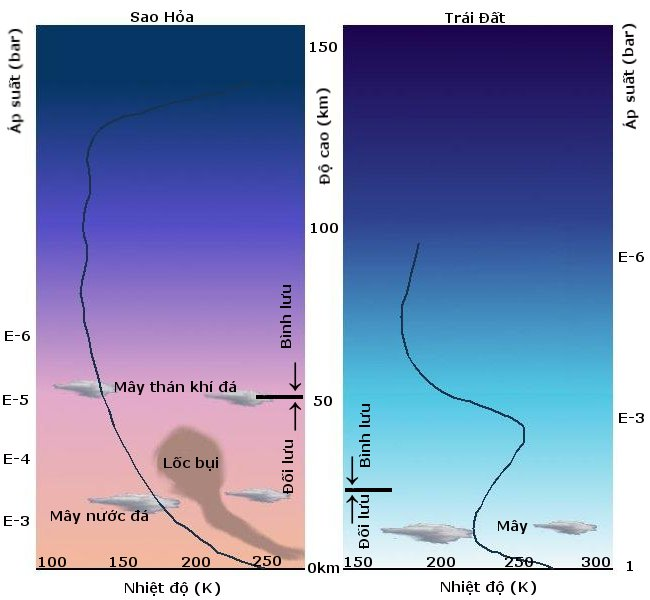
So sánh cấu trúc thẳng đứng giữa khí quyển Sao Hỏa và khí quyển Trái Đất

Cấu trúc thẳng đứng của các tầng khí quyển Sao Hỏa, gồm thay đổi của áp suất và nhiệt độ theo độ cao, được quyết định bởi sự cân bằng của các dòng đối lưu và các dòng di chuyển của năng lượng nhiệt (như việc hấp thụ năng lượng Mặt Trời bởi khí quyển và sự thất thoát ra ngoài không gian do bức xạ).
Khí quyển Sao Hỏa về cơ bản có tầng đối lưu và tầng bình lưu rõ rệt.

##### Tầng đối lưu
Tầng đối lưu cao đến 40 km với nhiệt độ giảm dần theo độ cao. Tại ranh giới giữa tầng đối lưu và bình lưu, nhiệt độ tương đối ổn định khoảng 120K. Lượng bụi lớn trong khí quyển Sao Hỏa đã đẩy cao tầng đối lưu lên như vậy (so với khí quyển Trái Đất chỉ khoảng 10 đến 18 km).
Ở tầng đối lưu, hai thành phần chính quyết định cấu trúc khí quyển là CO2 và bụi khí quyển. CO2 bức xạ nhanh nhiệt ra không trung, tại điều kiện nhiệt độ của Sao Hỏa, làm nguội nhanh khí quyển vào ban đêm. Các hạt bụi hấp thụ tốt năng lượng Mặt Trời và phân phối đều nhiệt lượng trong tầng đối lưu. Trong những đợt bão bụi, ảnh hưởng của bụi càng rõ, làm thay đổi nhiệt độ ngày đêm đáng kể.
Sự thay đổi nhiệt độ ở tầng đối lưu, trên phạm vi toàn Sao Hỏa, tuân theo dao động ngày đêm đều đặn, đồng bộ với vị trí Mặt Trời, đôi khi gọi là "thủy triều nhiệt".

##### Tầng bình lưu
Tầng bình lưu trên Sao Hỏa thường nằm trong khoảng độ cao từ 70 km đến 140 km.
Trong tầng bình lưu, nhiệt độ dao động trong khoảng từ 120K đến 130K (tức là khoảng -153°C đến -143 °C). Lên trên ranh giới bình lưu, nhiệt độ lại tăng theo độ cao.
Trong tầng này và các tầng cao hơn của Sao Hoả, không tồn tại mây nước đá và bụi, tuy nhiên đôi khi có quan sát thấy mây thán khí đá. Các mây thán khí đá có thể đạt tới độ cao 100 km.

##### Tầng trên cùng
Trên 100 km, cấu trúc khí quyển được định đoạt bởi các quá trình phân ly các phân tử, dưới hấp thụ bức xạ Mặt Trời. Tia tử ngoại của Mặt Trời làm ion hóa các phân tử khí dẫn đến hàng loạt các phản ứng hóa học phức tạp. Các phân tử bị phân ly, trở nên nhẹ hơn, có xu hướng bay lên trên cao, thậm chí thoát khỏi sức hút Sao Hỏa. Các phân tử nặng tổng hợp trong các phản ứng hóa học rơi xuống dưới thấp. Nhiệt độ ở tầng trên cùng khoảng 300K.

#### Các quá trình động lực và khí tượng
Về cơ bản, các quá trình động lực trong khí quyển Sao Hỏa rất giống với các quá trình động lực trên khí quyển Trái Đất. Lý do là các nguyên lý vật lý đều xuất phát từ các phương trình thủy động lực học giống nhau. Các mô hình dự báo khí tượng trên Sao Hỏa như mô hình GFDL, LMD/AOPP trên tầm vĩ mô đều tách làm hai phần chính, phần tính toán động lực học, cho thấy sự tương tác trên toàn cầu, và phần tính toán truyền xạ địa phương, cho thấy quá trình biến đổi khí tượng tại vùng địa phương dưới tác động của nguồn nhiệt là năng lượng Mặt Trời. Các mô hình này dùng lại nguyên vẹn tính toán động lực học của các mô hình dự báo khí tượng trên Trái Đất. Điểm khác nhau duy nhất giữa dự báo khí tượng trên Trái Đất và Sao Hỏa là quá trình truyền xạ địa phương, trong đó bụi và mây Sao Hỏa đóng vai trò quan trọng.
Các ví dụ về sự giống nhau giữa động lực học khí quyển Sao Hỏa và Trái Đất có thể được thể hiện qua sự có mặt của vòng hoàn lưu Hadley, tạo nên gió mậu dịch, các sóng nhiệt, các cuộn xoáy (bão). Sự tương tự trong chuyển động của Sao Hỏa quanh Mặt Trời cũng tạo ra chu trình tuần hoàn ngày đêm, và chu kỳ tuần hoàn theo mùa của thời tiết.
Điểm khác biệt trong quá trình truyền xạ địa phương, với sự có mặt của bụi, tạo nên những hiện tượng động lực học rất đặc trưng, nổi bật là hiện tượng thổi tung bụi từ mặt đất vào khí quyển. Đây là một hiện tượng có tính nhiễu loạn ngẫu nhiên cao, chưa được hiểu kỹ lưỡng. Mặc dù hiện tượng này xảy ra trên quy mô địa phương, với lực nâng bụi tỷ lệ với ứng suất gió tại bề mặt, vẫn thường xuyên quan sát thấy sự nâng bụi lên khỏi mặt đất có thể xảy ra đồng loạt trên phạm vi toàn cầu, tạo nên các mùa bão bụi. Hiện chưa có cơ chế vật lý nào được xây dựng để giải thích mối liên hệ giữa bão bụi toàn cầu và các cơn lốc bụi địa phương. Đây là một trong các nguồn tạo ra sai số lớn cho các cố gắng dự báo khí tượng trên Sao Hỏa.

### Quá trình tiến hóa
Theo các kết quả nghiên cứu từ trước đến nay, có thể tóm tắt quá trình tiến hóa của khí quyển Sao Hỏa từ khi hành tinh này hình thành cùng hệ Mặt Trời như sau. Khi mới hình thành, khí quyển Sao Hỏa có lẽ đã rất giống với khí quyển Sao Kim và khí quyển Trái Đất vào cùng thời điểm đó. Nghĩa là các khí quyển này đếu có áp suất cỡ 106-107 Pascal, gồm chủ yếu là khí cácboníc và một phần nitơ. Giai đoạn tiếp theo, giống như trên Trái Đất, đa phần khí cácboníc phản ứng với khoáng sản trên bề mặt, và bị hấp thụ trong các khoáng sản này, khiến áp suất khí quyển giảm dần. Không giống với Trái Đất và Sao Kim, Sao Hỏa có trọng trường nhỏ hơn vì khối lượng bé hơn, do đó vận tốc vũ trụ cấp hai nhỏ. Bức xạ cực tím từ Mặt Trời phá hủy các khí ở tầng trên cùng thành các nguyên tử có khối lượng nhỏ, và qua va chạm nhiệt, có vận tốc lớn hơn vận tốc vũ trụ cấp hai của Sao Hỏa. Các nguyên tử này thoát dần khỏi sức hút yếu của Sao Hỏa, làm khí quyển này ngày càng mỏng đi. Khối lượng nhỏ bé của Sao Hỏa cũng không giúp nó giữ nhiệt năng lâu như Trái Đất hay Sao Kim. Các hoạt động núi lửa, vốn có tác dụng phóng vào khí quyển nguồn thán khí các chất khí mới, bị nhanh chóng chấm dứt do tiêu thụ nhanh nhiệt năng trong lòng hành tinh này. Không có nguồn cung ứng mới và bị mất mát do các quá trình đã miêu tả, khí quyển Sao Hỏa trở nên mỏng như ngày nay.

## Những điều cần giải đáp
Mô hình về quá trình tiến hóa của khí quyển Sao Hỏa miêu tả ở trên không giải thích hết mọi chi tiết đã quan sát được.
Một trong các câu hỏi còn đang nằm trong tiêu điểm khám phá là "nước của Sao Hỏa đã đi đâu?". Các dấu vết bề mặt về sự xói mòn đất đá của nước hay các lòng sông suối đổ ra biển đã cạn cho thấy rõ nước và hơi nước đã từng tồn tại trên Sao Hỏa. Tại sao ngày nay nước đã biến mất?
Nhiều giả thuyết đã được đặt ra. Đáng kể nhất là giả thuyết về hiện tượng hiệu ứng nhà kính không hồi phục và va chạm thiên thạch. Giả thuyết đầu tiên cho rằng thán khí trong khí quyển Sao Hỏa đã làm nóng bầu khí quyển đến mức làm tăng khả năng bốc hơi nước trong khí quyển. Hơi nước bay lên tầng cao, bị tia cực tím phá hủy thành hydrô và oxy. Các nguyên tử này, đặc biệt là hydrô rời trọng trường yếu của Sao Hỏa. Các nguyên tử oxy không đủ nhanh để rời khí quyển thì cũng bị mất trong quá trình oxy hóa bề mặt, tạo nên lớp bụi oxide sắt. Giả thuyết thứ hai cho rằng một vụ va chạm với một thiên thạch khổng lồ đã thay đổi vĩnh viễn bầu khí quyển Sao Hỏa. Một số dấu hiệu trên bề mặt hành tinh có thể được cho là dấu vết của vụ va chạm mạnh này. Các chương trình thám hiểm đã được đề nghị để kiểm tra giả thuyết này bằng cách đổ bộ lên hai vệ tinh tự nhiên của Sao Hỏa (Phobos và Deimos) và tìm lại những mảnh bắn ra từ vụ va chạm bị giữ lại tại hai vệ tinh này.
Ngoài câu hỏi trên, cũng tồn tại các câu hỏi khác liên quan đến quá trình tiến hóa của khí quyển Sao Hỏa như "tại sao tỷ lệ thán khí cao?" hay "tại sao có mêtan?".

### Sách giáo khoa
- David Morrison, Sidney Wolff, Andrew Fraknoi, Abell's Exploration of the Universe, Saunders College Publishing, 1995